# Comme Cendrillon : Il était une chanson
Pour les articles homonymes, voir Cendrillon (homonymie).
Série Comme Cendrillon
Comme Cendrillon 2
(2008) Trouver chaussure à son pied
(2016)
Pour plus de détails, voir Fiche technique et Distribution.
Comme Cendrillon : Il était une chanson, ou Une aventure de Cendrillon 3 : Il était une chanson au Québec et Une histoire de Cendrillon 3 en Belgique (A Cinderella Story: Once Upon a Song), est un film américain réalisé par Damon Santostefano et sorti directement en DVD en 2011 aux États-Unis puis diffusé à la télévision le 22 janvier 2012 sur ABC Family, et en 2012 en France.
Le film est le troisième volet de la série de films Comme Cendrillon. Il est précédé par Comme Cendrillon, sorti en 2004, et par Comme Cendrillon 2, sorti en 2008 et il est suivi par Comme Cendrillon : Trouver chaussure à son pied, sorti en 2016.

## Synopsis
Terrifiée à l'idée d'être placée en famille d'accueil, Katie Gibbs (Lucy Hale), 17 ans, se laisse traiter comme une moins-que-rien et exécute tous les ordres de sa belle-mère, Gail Van Ravensway (Missi Pyle), de sa belles-sœur Bev (Megan Park) et de son beau-frère Victor (Matthew Lintz) sans se plaindre, assumant notamment toutes les tâches ménagères et logeant dans une cabane en bois dans le parc de leur villa.
Dotée d'une voix exceptionnelle, Katie espère se faire remarquer par la maison de disques The Massive Records, présidée par Guy Morgan, à l'occasion du concours de talents organisée par Luke Morgan (Freddie Stroma), le fils de Guy, au sein de la section "Arts et spectacles" de la prestigieuse école privée pour laquelle Gail travaille.
Mais c'était sans compter sur sa belle-mère retorse qui profite de l'occasion pour mettre sa propre fille Bev en avant et contraint par la menace Katie à prêter sa voix à sa belle-sœur...

## Fiche technique
- Titre original : A Cinderella Story: Once Upon a Song
- Titre français : Comme Cendrillon : Il était une chanson
- Titre québécois : Une aventure de Cendrillon 3 : Il était une chanson
- Titre belge : Une histoire de Cendrillon 3
- Réalisation : Damon Santostefano
- Scénario : Erik Patterson et Jessica Scott
- Montage : Tony Lombardo
- Direction artistique : Brian Stultz
- Photographie : John Peters
- Musique : Braden Kimball
- Décors : James Edward Ferrell Jr.
- Costumes : Molly Maginnis
- Production : Dylan Sellers
- Producteurs exécutifs : Ilyssa Goodman, Michelle Johnston et Clifford Werber
- Sociétés de production : Dylan Sellers Productions et Warner Premiere
- Société de distribution : 
  - États-Unis : Warner Premiere
  - France : Warner Bros. France
- Pays d'origine : États-Unis
- Langue : anglais
- Format : Couleurs - 1.78:1 - Dolby Digital
- Genre : Comédie musicale
- Durée : 88 minutes
- Dates de sortie :
  - États-Unis : 6 septembre 2011 (directement en DVD)
  - France : 1er février 2012 (directement en vidéo)

## Distribution
- Lucy Hale (VF : Elisabeth Ventura[2]) : Katie Gibbs
- Freddie Stroma (VF : Alexandre Guanse) : Luke Morgan
- Missi Pyle (VF : Sylvia Bergé) : Gail Van Ravensway
- Megan Park (VF : Edwige Lemoine) : Beverly « Bev » Van Ravensway
- Jessalyn Wanlim (en) (VF : Annie Milon) : Angela
- Matthew Lintz (VF : Olivia Charpentier) : Victor Van Ravensway
- Manu Narayan (en) (VF : Lionel Tua) : Tony « Ravi » Gupta
- Titus Makin Jr. (VF : Juan Llorca) : Mickey O'Malley
- Dikran Tulaine (en) (VF : Patrick Béthune) : Guy Morgan
- Lucy Davenport (VF : Rosalie Symon) : Ms Plumberg

## Production
Le film a été tourné dans la ville de Wilmington, dans le sud-est de la Caroline du Nord aux États-Unis.

## Bande-originale

### Original Motion Picture Soundtrack
Liste des titres
1. Run This Town - Lucy Hale
2. Bless Myself - Lucy Hale
3. Make You Believe - Lucy Hale
4. Knockin' - Freddie Stroma
5. Extra Ordinary - Lucy Hale
6. Oh Mere Dilruba - Manu Narayan (en)
7. Possibilities - Freddie Stroma
8. Twisted Serenade - Big Pain Ticket
9. Knockin' - Oral Majoritya
10. Crazy Girl - The Co-Writes

## Accueil
Le film a été vu par 2,482 millions de téléspectateurs lors de sa première diffusion télévisuelle.